# Donald William Cameron
Cet article possède un paronyme, voir Donald Cameron.
Pour les articles homonymes, voir Cameron.
Donald William Cameron (né le 20 mai 1946 et mort le 3 mai 2021,) est un homme politique canadien. 
Il est le premier ministre progressiste-conservateur de la Nouvelle-Écosse de 1991 à 1993.

## Biographie
Son gouvernement fut défait par les libéraux lors de l'élection générale de 1993, mettant fin à 15 ans de gouvernance des Tories.